# Європейський ягуар
Європейський ягуар (Panthera gombaszoegensis) — вид пантер, що жив приблизно 2—0,35 мільйона років тому у Європи. Перші скам'янілості були знайдені в 1938 році в печері Гомбасецькій печері, Словаччина. Також повідомлялося про африканські та азійські зразки. P. gombaszoegensis був середнім за розміром видом, який становив важливу частину європейської групи хижаків понад мільйон років. Багато авторів припускають, що він є предком американського ягуара (Panthera onca), причому деякі автори вважають європейського ягуара його підвидом — Panthera onca gombaszoegensis, хоча тісний зв'язок між цими двома видами ставиться під сумнів.

## Історія вивчення
Leo gombaszoegensis — наукова назва, запропонована Міклошем Крецоєм у 1938 році на основі зубів, знайдених у третинних відкладеннях у Гомбасецькій печері, Словаччина. Цей вид був переглянутий і перенесений до роду Panthera у 1971 році.
Автори дослідження 2022 року, заснованого на відносно повному черепі, знайденому в Бельгії, припустили, що P. gombaszoegensis більш близький до тигра (Panthera tigris), ніж до ягуара.

## Опис

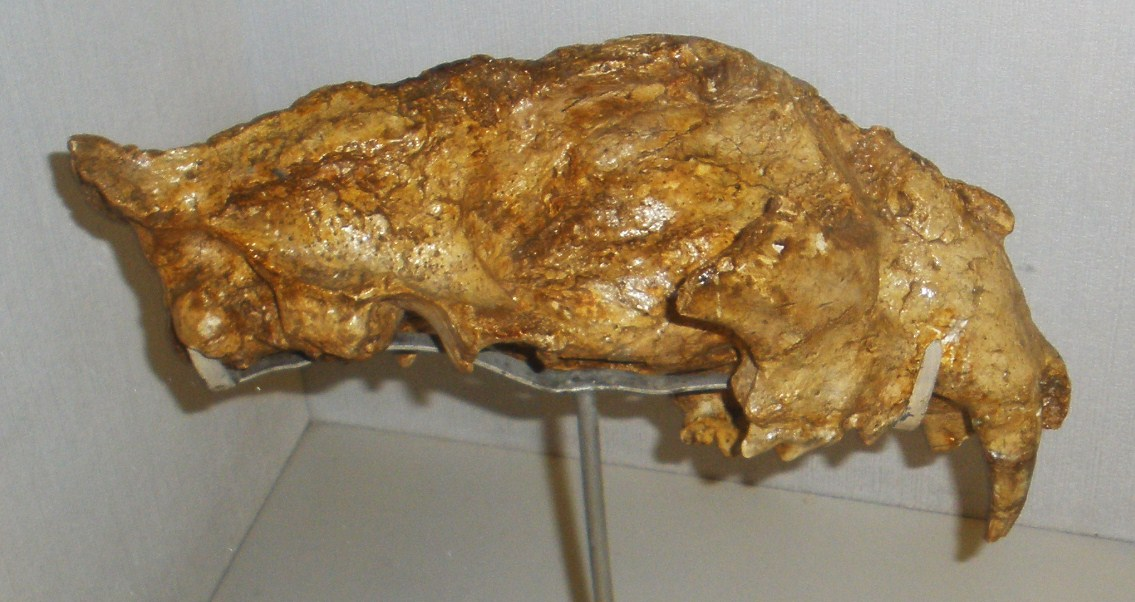
Череп,, Італія

Європейські ягуари були більші за розміром, ніж сучасні в Південній Америці, і ймовірно були здатні до полювання на велику здобич. Самці європейського ягуара в середньому важили близько 120—130 кг, а в окремих випадках до 160 кг. Згідно з деякими джерелами вага Panthera gombaszoegensis становила від 70 до 210 кг. Європейський ягуар вів, імовірно, поодинокий спосіб життя. Передбачається, що як і сучасний, він був лісовою твариною. Хоча за деякими новими даними схожість між сучасним американським і європейським ягуарами не настільки велика, як уявлялося, і він міг вільно полювати на відкритих просторах.